# ビートルズ No.2!
『ビートルズ No.2!』（The Beatles' Second Album）は、ビートルズの日本における2作目のアルバムである。1964年6月15日に東芝音楽工業より発売された。

## 解説
オリジナル・フォームでの2作目のアルバム（『ウィズ・ザ・ビートルズ』）のリリースは見送られ、日本独自の編集盤がリリースされた。3枚目の『ハード・デイズ・ナイト』以降はイギリス盤と同内容でのリリースが行われるようになった。ジャケットはアメリカ編集盤『ザ・ビートルズ・セカンド・アルバム』に準じている。
初リリース以来、モノラル盤のみの発売であり、本アルバムのステレオ盤はない。これは発売当時、「キャント・バイ・ミー・ラヴ」のリアル・ステレオ・ミックスがまだ発表されていなかったため、アルバム全体をモノラル・ミックスで統一する必要があったからである。
本作は2014年6月に『ミート・ザ・ビートルズ ＜JAPAN BOX＞』という5枚組CDボックス・セットにおいて、初めてCD化された。ジャケットは紙ジャケットが使われており、現在可能な限り1964年の発売当時の形態が再現されていて（CDジャケットには「東芝音楽工業株式会社」の当時の会社名記載がない）、CD盤本体も当時のレーベルデザインが踏襲されている。この盤での解説は、発売当時の高崎一郎の物が使われている。

## 収録曲
特記を除き、作詞作曲はレノン＝マッカートニーによるもの。
| #         | タイトル                                                                             | 作詞・作曲                                                  | リード・ボーカル                      | 時間  |
| --------- | ------------------------------------------------------------------------------------ | ----------------------------------------------------------- | ------------------------------------- | ----- |
| 1.        | 「キャント・バイ・ミー・ラヴ」(Can't Buy Me Love)                                    |                                                             | ポール・マッカートニー                | 2:11  |
| 2.        | 「ドゥ・ユー・ウォント・トゥ・ノウ・ア・シークレット」(Do You Want to Know a Secret) |                                                             | ジョージ・ハリスン                    | 1:57  |
| 3.        | 「サンキュー・ガール」(Thank You Girl)                                               |                                                             | ジョン・レノン ポール・マッカートニー | 2:02  |
| 4.        | 「蜜の味」(A Taste of Honey)                                                         | ボビー・スコット （ 英語版 ） リック・マーロー （ 英語版 ） | ポール・マッカートニー                | 2:01  |
| 5.        | 「イット・ウォント・ビー・ロング」(It Won't Be Long)                                 |                                                             | ジョン・レノン                        | 2:13  |
| 6.        | 「アイ・ウォナ・ビー・ユア・マン」(I Wanna Be Your Man)                              |                                                             | リンゴ・スター                        | 1:59  |
| 7.        | 「ゼアズ・ア・プレイス」(There's a Place)                                            |                                                             | ジョン・レノン ポール・マッカートニー | 1:50  |
| 合計時間: | 合計時間:                                                                            | 合計時間:                                                   | 合計時間:                             | 14:13 |

| #         | タイトル                                                  | 作詞・作曲                                                      | リード・ボーカル                      | 時間  |
| --------- | --------------------------------------------------------- | --------------------------------------------------------------- | ------------------------------------- | ----- |
| 1.        | 「ロール・オーバー・ベートーヴェン」(Roll Over Beethoven) | チャック・ベリー                                                | ジョージ・ハリスン                    | 2:44  |
| 2.        | 「ミズリー」(Misery)                                      |                                                                 | ジョン・レノン ポール・マッカートニー | 1:49  |
| 3.        | 「ボーイズ」(Boys)                                        | ルーサー・ディクソン （ 英語版 ） ウェス・ファレル （ 英語版 ） | リンゴ・スター                        | 2:26  |
| 4.        | 「デヴィル・イン・ハー・ハート」(Devil in Her Heart)      | リチャード・ドラプキン                                          | ジョージ・ハリスン                    | 2:25  |
| 5.        | 「ナット・ア・セカンド・タイム」(Not a Second Time)       |                                                                 | ジョン・レノン                        | 2:05  |
| 6.        | 「マネー」(Money (That's What I Want))                    | ジェイニー・ブラッドフォード （ 英語版 ） ベリー・ゴーディ      | ジョン・レノン                        | 2:48  |
| 7.        | 「ティル・ゼア・ウォズ・ユー」(Till There Was You)        | メレディス・ウィルソン                                          | ポール・マッカートニー                | 2:12  |
| 合計時間: | 合計時間:                                                 | 合計時間:                                                       | 合計時間:                             | 16:29 |

## クレジット
ビートルズ
- ジョン・レノン - リード・ボーカル、バッキング・ボーカル、リズムギター、アコースティック・ギター、ハンドクラップ、ハーモニカ、クラシック・ギター（「ティル・ゼア・ウォズ・ユー」）
- ポール・マッカートニー - リード・ボーカル、バッキング・ボーカル、ベースギター、ハンドクラップ
- ジョージ・ハリスン - リード・ボーカル、バッキング・ボーカル、リードギター、アコースティック・ギター、ハンドクラップ、クラシック・ギター（「ティル・ゼア・ウォズ・ユー」）
- リンゴ・スター - ドラム、タンブリン、マラカス、リード・ボーカル（「アイ・ウォナ・ビー・ユア・マン」「ボーイズ」）、ボンゴ（「ティル・ゼア・ウォズ・ユー」）

外部ミュージシャン・スタッフ
- ジョージ・マーティン - プロデュース、ミキサー、編曲、オルガン（「アイ・ウォナ・ビー・ユア・マン」）、ピアノ（「ナット・ア・セカンド・タイム」「マネー 」）
- ノーマン・スミス - レコーディング・エンジニア、ミキサー